# Ole Jensen (musiker)
 For alternative betydninger, se Ole Jensen. (Se også artikler, som begynder med Ole Jensen)
Ole Jensen også kendt under kunstnernavnet OJ er en dansk guitarist, bassist og sanger. Han er mest er kendt for sit samarbejde med MC Einar og Østkyst Hustlers.

## Karriere

### MC Einar
OJ spillede guitar og bas i MC Einar, den første hiphop gruppe der udgav en LP på dansk. Han lavede den demo, som MC Einar fik deres første pladekontrakt på, i sin kælder i et lille demostudie i Brønshøj. Sidenhen blev han involveret i indspilningen af Den Nye Stil som LP´en kom til at hedde, på både guitar og bas. Efter indspilningen i 1988 blev han fuldgyldigt medlem af gruppen. Efter en kaotisk koncert i KB-Hallen i 1989 forlod han gruppen. Han ses som vicevært, buschauffør og som Sofies kæreste i videoen "Arh Dér".

### Rock og julekalender
Han gik derefter, (1990) i samarbejde med Nikolaj Peyk, i gang med at lave en samling rocknumre. Et af numrene , "Hvad gør man" endte på Peter Belli´s rock-comeback Yeah og blev udgivet som A-siden på singlen af samme navn. Andre af numrene blev indspillet i Danmarks Radio´s studie 3. Medvirkende var: Wili Jønsson (Gasolin'), Peter Andersen (Shu-bi-dua), Knud Møller (Johnny Madsen), Jørn Pedersen (Carrots) og OJ. Nikolaj Peyk medvirkede som co-producer. Musikken endte i et DR P3 program som et portræt af Peyk og OJ.
Gennem 90´erne lavede han musik til TV dokumentarer på TV 2.

### Østkyst Hustlers
Da DR P3 i 1993 bad Nikolaj Peyk og Bossy Bo om at lave en julekalender, kaldet Bo han hadede ikke julen, men det var tæt på, medvirkede OJ på guitar og bas. Julekalenderen blev så stor en succes at DR bad Nikolaj Peyk og Bossy Bo om at lave en radioføljeton. Det blev til Verdens længste rap og med indlemmelsen af Jazzy H var Østkyst Hustlers en realitet.
OJ medvirkede på samtlige Østkyst Hustlers plader på guitar og bas. Ligeledes medvirkede han på den store livetour med Østkyst Hustlers i 1996-97.
Han forlod kapellet efter indspilningerne af Så hold dog kæft og har kun arbejdet sporadisk sammen med Østkyst Hustlers siden.

### Senere karriere
Dannede i starten af 2000, sammen med Hr. Pedersen (Jørn Pedersen), gruppen Mol for Millioner. Gruppen udgav i 2005 albummet Mol for Millioner - Hr Pedersen og OJ, der modtog fire ud af seks stjerner i GAFFA.
Op gennem 2000 tallet arbejdede han tæt sammen med Bossy Bo omkring talrige forskellige projekter. Både som guitarist, bassist og komponist. Bl.a. i samarbejde med Wikke og Rasmussen.
I 2012 udkom soloalbummet OJ - Tiden går itu, der var et rockalbum.

## Diskografi

### MC Einar
- Den Nye Stil (1988)
- Arh Dér! (1989)
- Og Såd'n Noget (1994)

#### Sange
- "Panik"
- "Jul det' cool" (1988)

### Østkyst Hustlers
- Verdens længste rap (1995)
- Fuld af Løgn (1996)
- Så hold dog kæft (1998)

#### Sange
- "Det rager mig en bønne" på Værsgo 2 (2005)
- "Hustlerstil"

### Peter Belli
- Yeah (1991) (Komponist)
- Ribbet og Flået (1992) (Komponist)

### Wikke og Rasmussen
- Far, mor og bjørn. (Komponist og musiker)
- Der var engang en dreng. (Komponist og musiker)
- Fredløse Folkeblad. (Komponist og musiker)

### Andre
- Anden: Filmen Terkel i knibe. Musiker
- Anden : Villa Peakstate. Musiker
- DR: Pa-Papegøje!
- DR: Snedronningen. (radioføljeton der udkom på CD)
- Mushi: Unfairytales. (Musiker)
- Hr. Pedersen: En firkantet sø. (Musiker og tekniker)
- Hr. Pedersen og OJ: Mol for millioner
- OJ: OJ- Tiden går itu